# Синиха
Синиха (укр. Синиха) — село,
Лесностенковский сельский совет,
Купянский район,
Харьковская область, Украина.
Код КОАТУУ — 6323783706. Население по переписи 2001 года составляет 304 (141/163 м/ж) человека.

## Географическое положение
Село Синиха находится на реке Синиха, которая через 4 км впадает в Оскольское водохранилище.
Выше по течению на расстоянии в 2 км расположено село Воронцовка.

## История
- 1705 — дата основания[1].

## Экономика
- «Россолова», фермерское хозяйство.
- Агротехсервис, ОАО.

## Объекты социальной сферы
- Школа.
- Синихинский фельдшерский пункт.

## Достопримечательности
- Братская могила советских воинов. Похоронено 23 воина.